# حزب الرحمة
حزب الرحمة  هو حزب سياسي تونسي ذو توجه إسلامي، أسسه سعيد الجزيري في أغسطس 2012، الذي كان الناطق الرسمي باسم الجالية المسلمة في كندا.

يتبنى الحزب النظام البرلماني، ويرتكز على خلفية محافظة وداعمة لأهداف الثورة التونسية.

## الانتخابات
شارك الحزب في الانتخابات التشريعية التونسية 2014 ولم يتحصل على أي مقعد في مجلس نواب الشعب، ثم شارك في فانتخابات 2019 وتحصل على 3 مقاعد، بينما أسقطت الهيئة العليا المستقلة للانتخابات مقعده الرابع بسبب الدعاية الإعلامية التي قام بها رئيس الحزب عبر إذاعة القرآن الكريم (في دائرة بن عروس الانتخابية 127 12 صوت).
| تاريخ الانتخابات | عدد الأصوات     | نسبة الأصوات    | عدد المقاعد     | الرتبة          | النتيجة         |
| مجلس نواب الشعب  | مجلس نواب الشعب | مجلس نواب الشعب | مجلس نواب الشعب | مجلس نواب الشعب | مجلس نواب الشعب |
| ---------------- | --------------- | --------------- | --------------- | --------------- | --------------- |
| 2014             |                 |                 | 0 / 217         |                 |                 |
| 2019             | 27,944          | 0.98%           | 3 / 217         | السابع عشر      |                 |

## روابط خارجية
- الموقع الرسمي.